# Worm, parcel and serve

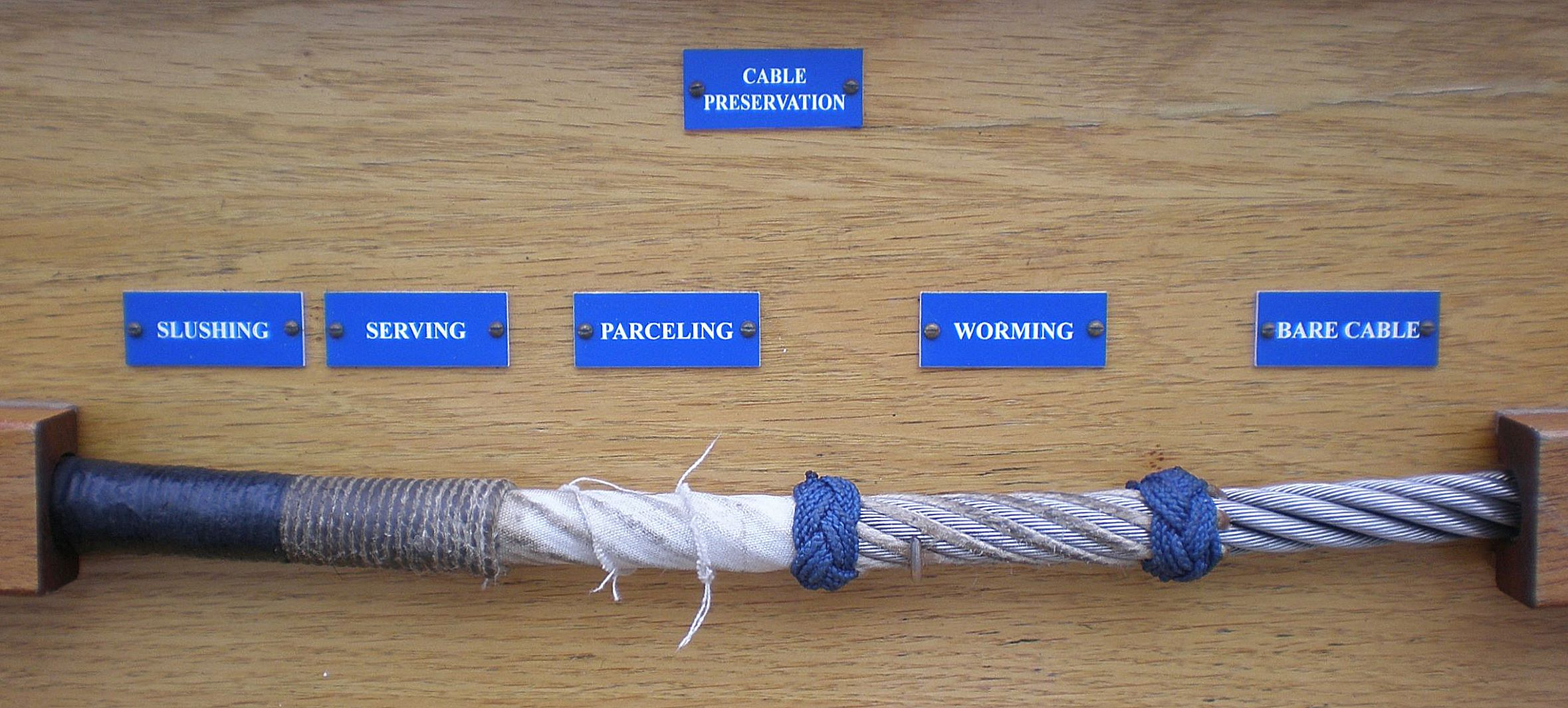
Étapes du travail

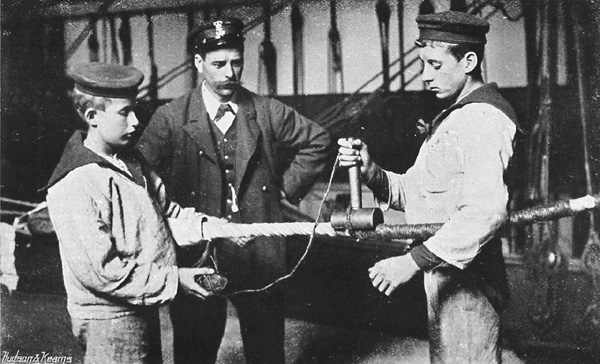
Serving in action

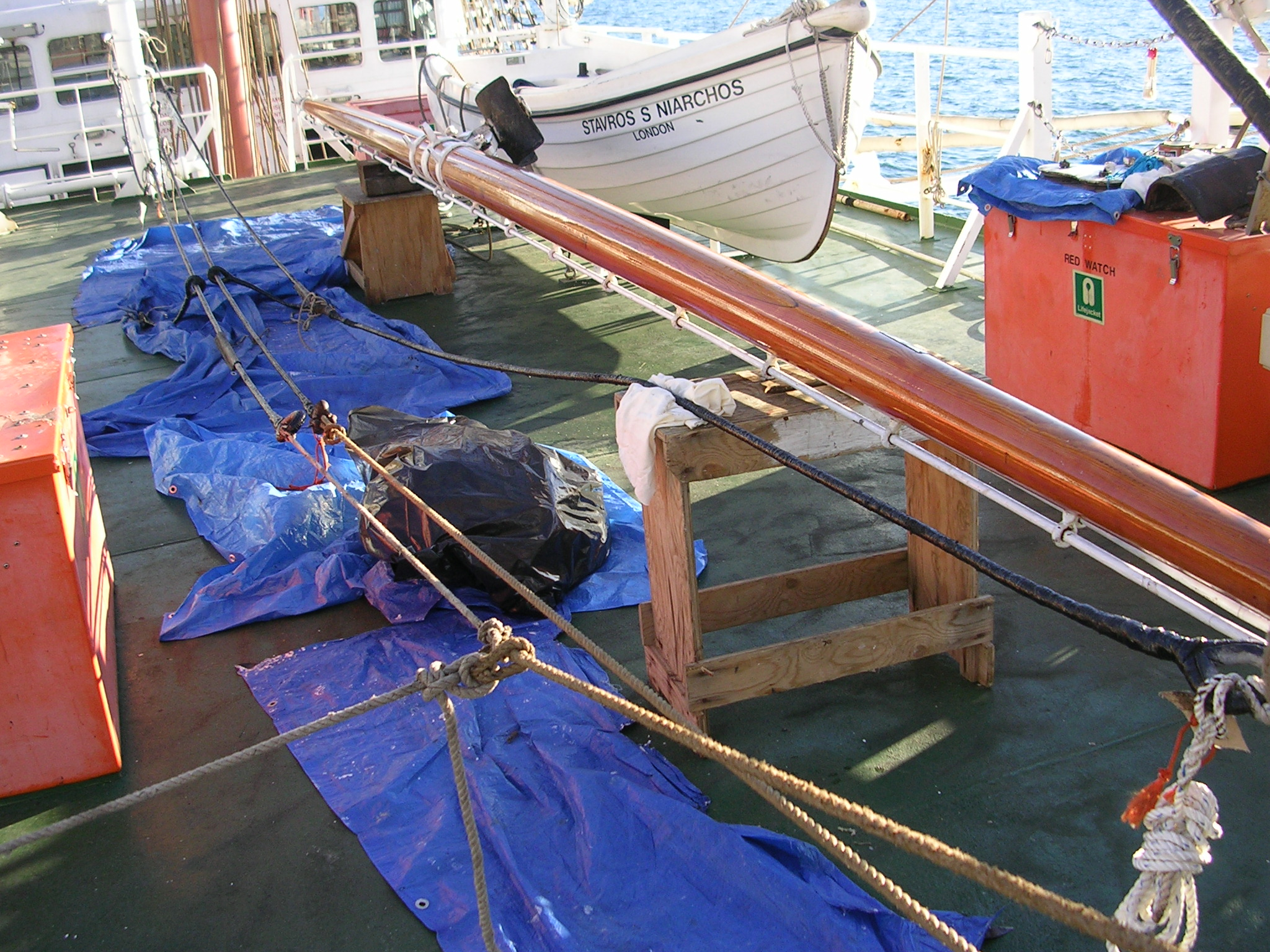
La manœuvre dormante appartenant à cette vergue (comme la vergue à revêtement noir se terminant au bord droit de l'image) est servie comme décrit ci-dessous.

L'expression en anglais Worm, parcel and serve (congréer, limander et fourrer) décrit dans le vocabulaire de la marine, l'application d'une protection multicouche à une manœuvre dormante, contre le frottement et la détérioration. 
C'est une technique qui n'est généralement pas utilisée sur les petites embarcations modernes, mais que l'on retrouve souvent sur les voiliers à gréement traditionnels. Worming, parcelling and serving - appelés collectivement «service» -  traditionnellement s’applique uniquement aux câbles torsadés traditionnels, en fibres naturelles ou aux câbles métalliques, et non à la ligne tressée utilisée presque exclusivement sur les navires modernes, mais certains navires traditionnels utilisent actuellement des lignes tressées à haut module (high modulus braided lines comme l'Amsteel or AS-90) à la place des câbles (pour gagner du poids en altitude) et servent la ligne pour conserver son apparence traditionnelle. Le service peut être appliqué sur toute la longueur d'une ligne, telle qu'un hauban, ou de manière sélective, sur des parties spécifiques d'une ligne, telles que sur les extrémités épissées d'un étai, lorsque les frottements sur la partie centrale de l'étai empêchent une protection complète.

## Technique

### Worming
Dans l’opération appelée "Worming" ou congréage, la ligne est conçue pour remplir les canaux (les lignes de coupe) entre les brins afin d'empêcher l'eau d'entrer et de permettre un enroulement plus serré et plus lisse des couches suivantes, en donnant à la corde une forme plus cylindrique. Des longueurs de "small stuff" (petites choses) ou de ficelle sont conduites le long de la pose de la corde entre les brins, en suivant la torsion afin qu'elles spiralent autour de la ligne principale. Pour les grandes lignes, comme le gréement en fibres naturelles (du chanvre, par exemple) utilisé sur les premiers navires, le "vermifuge" peut être constitué de plusieurs tailles différentes de "petites choses", comme cela est nécessaire pour compléter les lignes de coupe généralement plus grandes corde de chanvre posé.
À l'époque du câble d'ancrage en chanvre, on utilisait une chaîne vermifuge pour protéger le câble d'ancrage contre le frottement. Ce n'était pas alors couvert de morceler et servir, mais est inclus ici comme un exemple supplémentaire de l'utilité de la technique.
Sur le gréement de petites embarcations modernes, où les lignes de coupe ne sont pas assez profondes pour laisser de grands interstices sous la parcellisation (où l'humidité peut devenir piégée et provoquer la corrosion), ou pour créer une surface à facettes (par opposition à une surface lisse et ronde) , le vermifuge est souvent omis du processus..

### Parcelling
Dans l’opération appelée "parcelled" ou limandage, la ligne est enveloppée en spirale avec de longues bandes superposées de fine toile. C’est enroulé de bas en haut, le bord de la bande en progression recouvrant légèrement l’e passage précédent pour créer un recouvrement (shingled) et empêcher l’entrée d’eau. Souvent, les bandes de toile sont soit saturées de goudron de Stockholm au moment de leur application, soit peintes de goudron une fois le conditionnement terminé, immédiatement avant le processus appelé Serving. Le goudron aide à combler les trous restants dans les lignes de coupe (cutline) et à créer un joint imperméable sur la ligne. Comme dans le cas du worming, le parcelling est appliqué dans le même sens que la torsion de la ligne à couvrir. La règle est "worm and parcel with the lay; turn and serve the other way" intraduisible.
Lorsque le colisage est utilisé sur de petites embarcations modernes, on peut utiliser à cet effet des bandes de friction ou du sparadrap pour sportifs.
Dans de rares cas, lorsque le parcelling ne doit pas être servi (par exemple, pour une utilisation à court terme afin de protéger une ligne contre l'usure), il doit être appliqué contre la disposition de la ligne, à l'encontre de cette guiding rhyme. Dans ces circonstances, le parcelling lui-même remplit le rôle de protection que ferait le service.

### Serving
La couche externe de protection, ou fourrage, est constituée de ficelle enroulée le plus étroitement possible autour de la ligne, chaque tour progressif de la ficelle étant posé le plus près possible de la dernière, recouvrant complètement la ligne. Après la rime ci-dessus, il devrait bien sûr courir contre le fil de la corde; cette alternance permet d'éviter que les irritations latérales n'ouvrent la protection. Le "marline" de chanvre était traditionnellement et est toujours utilisé pour le service; sur les petites embarcations modernes, on utilise souvent du nylon à trois brins seine twine.
Un plateau de service ou un maillet de service peut être utilisé pour aider à resserrer le plus possible la ficelle extérieure. Malgré son nom (résultant de sa forme), le maillet à servir ne sert à rien; il forme une sorte de guide et de levier de tension pour appliquer la ficelle à la corde.

### Brai
Une étape finale optionnelle pour la protection permanente du câble "servi" consiste à peindre la couche externe de la ficelle avec un mélange de goudron, vernis et peinture noire. Cela nécessite de renouveler périodiquement, et monter en hauteur pour peindre les marchepieds, les haubans, les étais et autres gréement servis est l’une des tâches d’entretien régulières de nombreux grands voiliers.
Autre opinion de quelqu'un qui fait ce travail: le goudron, ou "slush", est un mélange de brai de Stockholm, d’huile de lin bouillie et de siccatif (Japan drier). Il existe de nombreuses "recettes" pour le brai, mais l'objectif est toujours de permettre la pénétration d'une couche de goudron de pin conservatrice, qui durcit ensuite jusqu'à obtenir une finition plus dure qui ne s'effacera pas si facilement sur les voiles et de l'équipage. Le terme "slush" est également utilisé pour décrire la graisse appliquée sur les mâts pour lubrifier les racages afin que les vergues puissent monter et descendre librement.